# Kwatrecht (stacja kolejowa)
Kwatrecht (niderl. Station Kwatrecht) – stacja kolejowa w Kwatrecht, w prowincji Flandria Wschodnia, w Belgii. Znajduje się na linii 50 Bruksela - Gandawa. 

## Linie kolejowe
- Linia 50 Bruksela - Gandawa

## Połączenia
| Typ pociągu | Trasa                                         | Częstotliwość     |
| ----------- | --------------------------------------------- | ----------------- |
| L           | Mechelen - Gent-Sint-Pieters - Zeebrugge-Dorp | W tygodniu : 1x/u |
| L           | Mechelen - Gent-Sint-Pieters - Kortrijk       | Weekend: 1x/u     |